# Mae Giraci
Mae Giraci (Los Angeles, 22 gennaio 1910 – Los Angeles, 10 gennaio 2006) è stata un'attrice statunitense, di origine italiana, attiva come attrice bambina nel cinema muto dal 1917 al 1924 (tra i 7 e i 14 anni di età).

## Biografia
Mae Georgia Giraci nasce a Los Angeles nel 1910, secondogenita di una coppia di immigranti italiani. Il padre, Santo Giraci, era barbiere.
"Scoperta" dal regista Cecil B. DeMille che l'aveva notata per caso giocare davanti alla sua casa, tra il 1915 e il 1924 prende parte come attrice bambina a 27 film, sotto nomi diversi: May Giraci, May Garcia, May Geraci, May Giracci, May Giracia e Tina Rossi.
Mae ha una carriera importante che la vede al fianco di attrici famose come Madge Bellamy, Norma Talmadge, Gloria Swanson, Bessie Love, e Mabel Normand, ricevendo molti apprezzamenti in particolare per la sua parte nel serial cinematografico Il figlio di Tarzan (1920). L'esperienza della sorella minore Dorothy (nata nel 1913 ed anch'essa avviata alla carriera cinematografica) è invece limitata a soli due film: Tony America (1918) e The Sign of the Rose (1922).
Mae non supera lo scoglio della crescita adolescenziale. La sua carriera di giovane attrice non va altre una piccola parte (non accreditata) nel film Donna pagana (1929).
Terminata la carriera cinematografica, Mae riprende gli studi e si sposa nel 1931 con Herman Platz. La coppia ha tre figli, uno dei quali, Ralph Platz (nato nel 1934), avrà una piccola parte nel film I Toreador (1945) di Stanlio e Ollio.
Mae Giraci muore il 10 gennaio 2006 a Los Angeles, California, all'età di 95 anni, ed è sepolta con la sua famiglia al Calvary Cemetery di Los Angeles.

## Riconoscimenti
- Young Hollywood Hall of Fame (1908-1919)

## Filmografia
- The Crest of Von Endheim (1915)
- The Fall of a Nation, regia di Thomas Dixon Jr. (1916)
- Casey at the Bat, regia di Lloyd Ingraham (1916)
- Children of the Feud, regia di Joseph Henabery (come Tina Rossi) (1916)
- A Daughter of the Poor, regia di Edward Dillon (come Tina Rossi) (1917)
- Cheerful Givers, regia di Paul Powell (1917)
- A Strange Transgressor, regia di Reginald Barker (1917)
- The Man Above the Law, regia di Raymond Wells (1918)
- One More American, regia di William C. de Mille (1918)
- High Stakes, regia di Arthur Hoyt (1918)
- His Enemy, the Law, regia di Raymond Wells (1918)
- Till I Come Back to You, regia di Cecil B. DeMille (1918)
- Untamed, regia di Clifford Smith (1918)
- For Better, for Worse, regia di Cecil B. DeMille (1919)
- Il fiore dei boschi (The Lady of Red Butte), regia di Victor Schertzinger (1919)
- The World and Its Woman, regia di Frank Lloyd (1919)
- Jinx, regia di Victor Schertzinger (1919)
- The Son of Tarzan, regia di Arthur J. Flaven e Harry Revier (1920)
- The Cheater, regia di Henry Otto (1920)
- The Prince Chap, regia di William C. de Mille (1920)
- Unseen Forces, regia di Sidney Franklin (1920)
- The Faith Healer, regia di George Melford (1921)
- Reputation, regia di Stuart Paton (1921)
- The Infamous Miss Revell, regia di Dallas M. Fitzgerald (1921)
- Miss Lulu Bett, regia di William C. de Mille (1921)
- I banditi di Lost-Hope (Lorna Doone), regia di Maurice Tourneur (1922)
- Secrets, regia di Frank Borzage (1924)
- Donna pagana (The Godless Girl), regia di Cecil B. DeMille (1929)